# Zofiówka (Piotrkowo)
Zofiówka – część wsi Piotrkowo w Polsce położona w województwie warmińsko-mazurskim, w powiecie iławskim, w gminie Susz, na Pojezierzu Iławskim.
W latach 1975–1998 miejscowość należała administracyjnie do województwa elbląskiego.
W latach 90. XX wieku mieszkało tu jeszcze 7 osób.